# Sân bay quốc tế Del Bajío
Sân bay quốc tế Del Bajío (tên đúng là Aeropuerto Internacional de Guanajuato (Sân bay quốc tế Guanajuato)) (IATA: BJX, ICAO: MMLO) là một sân bay quốc tế ở Silao, Guanajuato, gần León, Guanajuato, México. Sân bay này kết nối các thành phố León và thủ phủ bang Guanajuato. Sân bay Guanajuato là một điểm kết nối quan trọng giữa Ciudad Mexico với Hoa Kỳ.

## Các hãng hàng không và các tuyến điểm

### Nội địa
- Aeroméxico (Mexico City, Tijuana)
  - Aeroméxico Connect (Ciudad Juárez, Monterrey)
- ALMA de Mexico (Toluca)
- Avolar (Tijuana)
- Mexicana (Monterrey)
  - Click Mexicana (Thành phố Mexico)
- Viva Aerobus (Monterrey)
- Volaris (Tijuana)

### Quốc tế
- Aeroméxico (Los Angeles)
- American Airlines
  - American Eagle (Dallas/Fort Worth)
- Continental Airlines
  - Continental Express operated by ExpressJet Airlines (Houston-Intercontinental)
- Delta Air Lines
  - Delta Connection operated by ExpressJet Airlines (Los Angeles) [ngưng ngày 16 tháng 8 năm 2008]
  - Delta Connection operated by Shuttle America (Atlanta) [ngưng ngày 17 tháng 8 năm 2008]
- Mexicana (Chicago-O'Hare, Los Angeles, Oakland, Sacramento, San Jose (CA))